# Verein Deutsche Sprache
Der Verein Deutsche Sprache (VDS) ist ein deutscher eingetragener Verein mit Sitz in Dortmund, der sich als deutscher Sprachverein mit dem Ziel versteht, das Deutsche als eigenständige Kultursprache zu erhalten und zu fördern. Er wurde 1997 gegründet und zählt nach eigenen Angaben 36.000 Mitglieder (Juni 2021). Gründer und Vorsitzender des Vereins ist der Ökonom und Professor für Wirtschafts- und Sozialstatistik Walter Krämer. Einige Sprachwissenschaftler werfen dem Verein aggressiven Sprachpurismus mit nationalistischen Tendenzen vor.

## Problembeschreibung und Forderungen des VDS
In der Satzung formuliert der VDS: „Der Verein verfolgt das Ziel, die deutsche Sprache als eigenständige Kultursprache zu erhalten und zu fördern.“ Das von ihm so gesehene Problem beschreibt der VDS wie folgt:

„Europas Sprachen und Kulturen stehen unter einem starken Globalisierungsdruck. Sie verlieren weltweit an Geltung und werden zunehmend von der angloamerikanischen Sprache und Kultur beherrscht (Bericht der Enquete-Kommission ‚Kultur in Deutschland‘ vom 11.12.2007). Speziell in Deutschland kommt noch der zerstörerische Eingriff einer vorwiegend ideologisch motivierten Genderbewegung hinzu, die an den Grundfesten unserer Sprache, der Grammatik, sägt.“

Der VDS geht in erster Linie gegen Wortmischungen aus dem Englischen und Deutschen („Denglisch“) vor, lehnt aber die Übernahme von Fremdwörtern aus dem Englischen nicht ab, sofern sie eine Lücke füllen. In den sprachpolitischen Leitlinien des Vereins heißt es dazu: „Wir fordern nicht, dass das Deutsche grundsätzlich von englischen Fremdwörtern freigehalten oder vor ihnen ‚geschützt‘ werden soll. Das Deutsche ist wie viele andere Sprachen Europas eine Mischsprache. Der Wortschatz des Deutschen wird durch Wörter und Wendungen aus anderen Sprachen bereichert.“
Auf der Ebene der EU beklagt der VDS eine von ihm gesehene „schwindende Bedeutung der nicht-englischen Sprachen in den Ämtern und Gremien der Europäischen Union“. „Große Sprachen, darunter besonders Deutsch als weitest verbreitete Muttersprache der EU“ würden „an den Rand gedrängt“.
Konkret fordert der VDS für die Wissenschaft, die deutsche Sprache solle in Forschung und Lehre gefördert werden. Deutsch solle als gleichberechtigte Konferenzsprache auf Kongressen in den deutschsprachigen Ländern gesprochen werden und deutschsprachige wissenschaftliche Veröffentlichungen sollen gefördert werden. Er fordert eine europäische Zitationsdatenbank für deutschsprachige wissenschaftliche Veröffentlichungen. Fachunterricht an allen Schulen solle ausschließlich in Deutsch erfolgen.

## Geschichte
Der Verein wurde 1997 als Verein zur Wahrung der deutschen Sprache (VWDS) von Walter Krämer gegründet, der seitdem 1. Vorsitzender ist. Im April 2000 wurde er in Verein Deutsche Sprache umbenannt.
Die Vereinszeitung Sprachnachrichten erscheint seit Herbst 2008 in reformierter Rechtschreibung. Grundsätzlich sieht der Verein Rechtschreibregeln als weniger wichtig für die deutsche Sprache an: „Die vielen Anglizismen bringen deren Laut- und Schriftbild viel nachhaltiger ins Wanken als ein paar missglückte Rechtschreibregeln.“

## Mitgliederstruktur
Der Verein hat nach eigenen Angaben 36.000 Mitglieder (Juni 2019), nach einer Analyse aus dem Jahr 2009 überwiegend Männer ab 45 Jahren, häufig mit akademischer Ausbildung in technischen, naturwissenschaftlichen und juristischen Berufen. Unter den Mitgliedern befinden sich zahlreiche Prominente. Der VDS hat eine Auswahl auf seiner Homepage veröffentlicht.
Auch juristische Personen können Mitglieder im Verein werden. Diese Möglichkeit haben unter anderem einige kommunale Gebietskörperschaften wahrgenommen. Als erste Stadt ist im Jahr 2005 Mühlhausen/Thüringen dem Verein beigetreten. Später folgten die Städte Gotha, Rastatt, Landshut und Trossingen sowie die Landkreise Sömmerda und Harburg (Stand 2010).

## Organisation

### Regionalgruppen
Der Verein ist in Deutschland in zahlreichen selbständigen Regionalgruppen organisiert. Sie entsenden Delegierte in eine jährlich ausgerichtete Delegiertenversammlung, die den elfköpfigen Vorstand wählt. Der Verein ist auf allen Kontinenten im Ausland vertreten, jedoch nicht in Österreich und der Schweiz, weil es dort eigenständige Sprachvereine gibt, die mit dem VDS zusammenarbeiten. Seit 2011 unterhält der Verein eine Zweigstelle in Dänemark.
Die Kölner Gruppe, die sich zusätzlich der Kölner Mundart verbunden fühlt, verleiht seit 2004 den Lehrer-Welsch-Sprachpreis, den 2006 die Kölner A-cappella-Gruppe Wise Guys erhielt. Weitere Preisträger sind Die Sendung mit der Maus (2009) und die Kölner Musikgruppe Höhner (2011). Die Regionalgruppe Hamburg verleiht jährlich den Elbschwanenorden.

### Arbeitsgruppen
Der Verein hat in den ersten Jahren des 21. Jahrhunderts seine Themenfelder über Sprachpflege hinaus erheblich erweitert. Zu diesem Zweck wurden zahlreiche Arbeitsgruppen ins Leben gerufen mit Schwerpunkt auf sprachpolitischen Themen wie Deutsch in der Politik, Deutsch in Verwaltung und Wirtschaft, Deutsch in der Wissenschaft, Ausbildung und Schule und Gegenwartsdeutsch.

### Geschäftsstelle
Seit 2023 befindet sich die Geschäftsstelle des VDS in Kamen (Ortsteil Methler) und wird als „Sprachhof“ bezeichnet.

### Vereinszeitung
Der Verein Deutsche Sprache gibt unter anderem die vierteljährlich erscheinende Vereinszeitung Sprachnachrichten heraus, die nach eigenen Angaben in einer Druckauflage von 25.000 Exemplaren (Ausgabe 4/2024) produziert wird. Im Juni 2019 lag die Auflage bei 30.000 und 2013 bei 45.000 Exemplaren. Seit 2002 ist sie auch online und ab 2009 im Zeitschriftenhandel erhältlich.

### Wissenschaftlicher Beirat
In sprachwissenschaftlichen Fragen steht dem Verein ein 1999 gegründeter wissenschaftlicher Beirat zur Seite, dem vorwiegend Sprachwissenschaftler angehören und der von dem Germanisten Roland Duhamel (Universität Antwerpen) geleitet wird. Nicht alle der neun Mitglieder des Beirats sind Vereinsmitglieder.

## Finanzierung
Der Verein finanziert sich hauptsächlich durch seine Mitgliedsbeiträge und Spenden, meist aus dem Kreis der Mitglieder, sowie durch Erlöse aus Buchverkäufen und Ähnlichem. Er hat mehrmals vergeblich versucht, öffentliche Fördermittel einzuwerben.

## Initiativen

### Negativpreis und Auszeichnungen

#### Sprachpanscher des Jahres
Der Verein Deutsche Sprache verleiht jährlich den Negativ-Preis „Sprachpanscher des Jahres“ an Institutionen und Personen, die im öffentlichen Sprachgebrauch auffällig viele Anglizismen oder Denglisch verwenden.

#### Kulturpreis Deutsche Sprache
Von 2001 bis 2021 vergab der VDS zusammen mit der Eberhard-Schöck-Stiftung jährlich den „Kulturpreis Deutsche Sprache“, einen der höchstdotierten Sprachpreise im deutschsprachigen Raum. Seit 2022 ist die Eberhard-Schöck-Stiftung allein für die Vergabe des Preises verantwortlich, der VDS ist nicht mehr beteiligt. Der Geschäftsführer der Stiftung gab an, man stimme mit dem VDS in wichtigen Dingen nicht mehr überein. Insbesondere wolle die Stiftung etwas Positives auszeichnen, der VDS sei jedoch besonders aktiv darin, aus seiner Sicht Negatives anzuprangern.

#### „Schlagzeile des Jahres“
Seit 2010 vergibt der Verein Deutsche Sprache die undotierte Auszeichnung „Schlagzeile des Jahres“. Es sollen nach Eigenangaben zwei Eigenschaften berücksichtigt werden: das Zusammenfassen des Wesentlichen eines Beitrags in wenigen Worten sowie die kreative Nutzung des wortspielerischen Reichtums, über den die deutsche Sprache nicht weniger als andere verfüge.
Preisträger:
- 2010: Die Zeit mit der Schlagzeile „Krieger, denk mal!“ – zur Münchner Sicherheitskonferenz und veralteten Strategien der militärischen Abschreckung
- 2011: taz mit „Brüderle bei Ehrlichkeit ertappt“ – über die taktischen Gründe des Atomausstiegs der Bundesregierung[6]
- 2012: Stern mit „Politik. Macht. Einsam.“ – zu einem Bericht über den Politiker Gregor Gysi
- 2013: Bild mit „Yes, we scan!“ – die drei Worte würden besser als manche Leitartikel „die Enttäuschung vieler Europäer über die Überwachungsmanie der Obama-Regierung zusammenfassen“;[v 13] die Bild-Zeitung lehnte den Preis aber mangels eigener Urheberschaft ab[7]
- 2014: Frankfurter Allgemeine Zeitung u. a. mit „Fluchhafen Berlin“
- 2015: Süddeutsche Zeitung mit „Der Mann, der die Mauer niederstammelte“
- 2016: Focus mit „Macht. Wahn. Erdogan.“
- 2017: Süddeutsche Zeitung mit „1:0 verloren“ – über Angela Merkels zweideutigen Wahlerfolg[8]
- 2018: Bild mit „Grün ist das neue Rot“
- 2019: Frankfurter Allgemeine Sonntagszeitung mit „Baden gehen mit Thomas Cook“ – über die Erlebnisse deutscher Urlauber mit der Pleite von Thomas Cook.[9]
- 2020: Westfälische Rundschau mit „Forschung und Leere“ (Bezugnahme auf den coronabedingten Lockdown)[10]
- 2021: Süddeutsche Zeitung mit „Katarstimmung beim FC Bayern“[11]
- 2022: Süddeutsche Zeitung mit „Klebe wohl!“[12]
- 2023: Bild mit „Birkenstock latscht an die Börse“[13]
- 2024: Bild am Sonntag mit „Danke, ihr Pfeifen!“[14]

### Wortpatenschaft
Dieses Projekt, das 2006 ins Leben gerufen wurde, vergibt Patenschaften für deutsche Wörter. Aufgebaut wurde die Seite im Rahmen einer Diplomarbeit an der Technischen Universität Ilmenau unter dem Dach des Vereins Deutsche Sprache. Die Einnahmen gehen an Medfux, eine vom ehemaligen Pressesprecher des VDS gegründete Medienagentur, die für die praktische Umsetzung des Projekts zuständig ist.
Der Umfang der Datenbank beträgt derzeit 507.232 Wörter, 17.594 Wortpatenschaften sind aktuell vergeben (Stand April 2025).
Während die Beteiligten die Wortpatenschaft als Sprachpflegeprojekt sehen, meinen Kritiker wie der Verleger Koray Yılmaz-Günay, dass sich dieses Projekt auf eine „diffuse Angst vor einem angeblichen Verfall der deutschen Sprache“ stütze. Die taz wirft die Frage auf, ob der VDS überhaupt anbieten darf, was ihm nicht gehört, denn Sprache sei schließlich Allgemeingut. Letztendlich handele es sich einfach um eine unkonventionelle Spendenkampagne, die der deutschen Sprache gar nichts bringe.

### Bestes Deutsch-Abitur
Seit 2018 vergibt der VDS einen Preis für die besten Leistungen im Deutsch-Abitur. Der Preis besteht aus einem Buchgeschenk und einer Urkunde.

### Anglizismen-Index
Der Verein publiziert seit 2002 einen „Anglizismen-Index“ (vorher: „Anglizismen-Liste“), der sowohl auf seiner Website als auch in jährlichen Neuauflagen in Buchform erscheint, 2019 unter dem Titel Der Anglizismen-Index: Deutsch statt Denglisch, herausgegeben von Achim Elfers. Er ist ein textbelegtes, alphabetisch geordnetes einsprachiges Wörterbuch mit englischen Lehnwörtern im Deutschen, das dazu anregen will, statt Anglizismen „deutsche Wörter zu verwenden“. Der Index enthält neben den Anglizismen selbst eine Bewertung nach den Kategorien „ergänzend“, „differenzierend“ und „verdrängend“ sowie jeweils empfohlene Ersatzwörter. Grundlage des Index ist das 1999 erstmals erschienene Wörterbuch überflüssiger Anglizismen von Reiner Pogarell und Markus Schröder.

### „Tag der deutschen Sprache“
Der Verein hat 2001 im Rahmen des damals zunächst einmalig geplanten „Europäischen Tages der Sprachen“ den „Tag der deutschen Sprache“ begangen. Seitdem findet er jährlich am zweiten Samstag im September statt und wird zunehmend weltweit koordiniert.

### „Deutsch ins Grundgesetz“
Im September 2005 rief der Verein anlässlich des 5. Tags der deutschen Sprache zu einer Unterschriftenaktion für eine Grundgesetzergänzung „Die Sprache der Bundesrepublik ist Deutsch“ auf. Im selben Jahr wurde dafür eine Arbeitsgruppe eingerichtet.
Im Januar 2011 unternahm der VDS gemeinsam mit dem Verein für Deutsche Kulturbeziehungen im Ausland (VDA) und der Bild-Zeitung einen neuen Vorstoß für „Deutsch ins Grundgesetz“. Für die Initiative gingen 46.000 Unterschriften ein, die dem Bundestagspräsidenten übergeben wurden. Kurz darauf reichten VDS und VDA beim Deutschen Bundestag eine Online-Petition ein, Deutsch im Grundgesetz festzuschreiben, der sich 5165 Online-Mitzeichner anschlossen.
Auf Parteitagen von CSU (u. a. 2009) und CDU (u. a. 2008 und 2016) wurden mehrfach Beschlüsse gefasst, in denen die Bundestagsabgeordneten der Union aufgefordert wurden, darauf hinzuwirken, der deutschen Sprache Verfassungsrang einzuräumen. 2011 sprach sich auch Bundestagspräsident Norbert Lammert (CDU) nachdrücklich dafür aus. 2018 stellte die Bundestagsfraktion der AfD den Antrag, die deutsche Sprache im Grundgesetz zu verankern. Dieser Antrag erhielt keine parlamentarische Mehrheit. Der VDS bedauerte das Scheitern der AfD-Initiative.

### Aufruf „Schluss mit Gender-Unfug!“
Unter dem Titel „Schluss mit Gender-Unfug!“ startete der VDS am 6. März 2019 einen vom Journalisten Wolf Schneider entworfenen „Aufruf zum Widerstand“ gegen die „durch das Bestreben nach mehr Geschlechtergerechtigkeit motivierten zerstörerischen Eingriffe in die deutsche Sprache“. Mitinitiatoren waren die Schriftstellerin Monika Maron, der Erste Vorsitzende des VDS Walter Krämer und der Lehrerverbandsfunktionär Josef Kraus. Zu den Unterzeichnern gehörten Schriftsteller, Wissenschaftler, Diplomaten, Anwälte, Unternehmer und ehemalige Bundesbankdirektoren. Am 6. August 2023 zeigte die Website des Vereins 94.868 Unterschriften an. Die Beweggründe des Aufrufs erklärte Krämer in einem Interview der Neuen Zürcher Zeitung: Er habe mit Gleichberechtigung nichts zu tun. Krämer wirft den Anhängern der Gendersprache vier Irrtümer vor und glaubt an einen präventiven Effekt des Aufrufes für die Politik. Unter der Überschrift „Gegen den Gender-Terror in der deutschen Sprache“ bietet der Verein dazu „Argumentationspakete“.
Der Linguist und Unterzeichner des Aufrufs Josef Bayer schrieb in der Neuen Zürcher Zeitung, es seien „in der Regel keine Linguisten, die das Gendersprach-Projekt befördern“, obwohl die Vorschläge in erster Linie von den Universitäten kämen. „Die Linguistik könnte, wenn man ihr auch nur ein bisschen Gehör schenkte, den Irrweg der vermeintlich gendergerechten Sprache leichter ans Licht bringen als jede andere Disziplin.“ Die „Gendersprache“ habe mit natürlichem Sprachwandel nichts zu tun, sondern sei „ein von aussen aufgesetztes Reförmchen“. Sie werde „ausser einer Menge stilistischer und ästhetischer Entgleisungen nichts Positives und schon gar nichts Fortschrittliches hervorbringen“.
Die Schriftstellerin Katja Lange-Müller begründet ihre Unterzeichnung damit, dass sie abgewogen habe, was wichtiger sei, „die Sache, also unsere Sprache, oder die (Tat-)Sache, dass wir Erstunterzeichnerinnen und -unterzeichner befürchten mussten, von diversen medialen ‚Spaltpilzzüchtern‘ sogleich abgeschoben zu werden in die eine finstere Ecke, wo wir uns dann gefälligst zu schämen hätten“. Sie stellt die Fragen, ob es um (Gender-)Gerechtigkeit geht oder, „im einen wie im anderen Lager, um Rechthaberei? Wie gerecht kann der Mensch sein und wie gerecht dessen Sprache?“ Ihr Fazit: „Wenn wir gerechter handeln, hat das wahrscheinlich auch bald Rückwirkungen auf unsere in ständigem Wandel begriffene Sprache; umgekehrt wird kein Schuh daraus, weder der Schuh noch die Schuh(e).“

#### Rezeption des Aufrufes
Johan Schloemann schrieb in der Süddeutschen Zeitung: „Deutschland hat aus historischen Gründen keine zentrale Sprachakademie. Diese Aufgabe teilen, ohne übertriebene Anmaßung, die Duden-Redaktion, die Darmstädter Akademie für Sprache und Dichtung, das Mannheimer Institut für Deutsche Sprache und der Rat für deutsche Rechtschreibung untereinander auf. In die normative Lücke, die diese Institutionen lassen, stößt regelmäßig der sprachkonservative VDS. Manchen seiner Mitglieder mag die Pflege unserer Sprache ernsthaft am Herzen liegen, die für sich genommen nicht reaktionär ist, sondern notwendiger denn je. Aber mit Aufrufen gegen ‚Gender-Unfug‘ begibt man sich keineswegs bloß in die Nähe der CDU-Vorsitzenden, die da ‚das verkrampfteste Volk der Welt‘ am Werke sieht, sondern in den Dunstkreis der AfD, die dieses Thema emotional instrumentalisiert.“
In der linguistischen Fachwelt stieß der Aufruf auf zum Teil scharfe Kritik. Der Sprachwissenschaftler Thomas Niehr sagte gegenüber dem Deutschlandfunk: „Da wird eine Bevormundung kritisiert und ich kann diese Bevormundung nicht erkennen.“ Henning Lobin, Direktor des Leibniz-Instituts für Deutsche Sprache, schrieb: „Auch sonst meldet sich der Verein oft in Pressemitteilungen, Aktionen und Veranstaltungen zu diesem Thema zu Wort und befeuert die Debatte mit der eigenen Position nach Kräften. Sprache wird dabei als der reine Körper eines unschuldigen Wesens gezeichnet, der durch seine Gegner ‚entstellt‘, ‚verrenkt‘ oder ‚vergewaltigt‘ wird und den es mannhaft zu beschützen gilt.“
Die Linguistin Helga Kotthoff kritisierte: „Der Aufruf fördert nur hyperradikales Pro und Contra. Es fehlt jegliche Differenzierung.“ Anatol Stefanowitsch meinte, der Aufruf führe „mit Vollgas zurück in die Vergangenheit“. Die Unterzeichnenden seien „vorwiegend ältere Herrschaften, die ihre Sprachgewohnheiten verletzt sehen“. Er sieht wie Kotthoff die Richtung des Vereins kritisch: „Der Verein Deutsche Sprache zeigt immer mehr ein reaktionäres Weltbild und sucht Anschluss an rechtspopulistische Diskussionen.“
Tobias Wenzel fasste in Deutschlandfunk Kultur in einer Kulturpresseschau aus den Feuilletons zusammen: Zuerst habe der Aufruf des VDS Kritik auf sich gezogen, danach dessen Kritiker Kritik auf sich. Der von ihm zitierte Journalist Thomas Schmid sah in Die Welt bei den „Diskurssheriffs“ den „muffigen Wind der Unfreiheit“ wehen. Winzige Minderheiten seien in der Lage, der Mehrheit, den Institutionen und dem Staat ihre Sichtweise aufzuzwingen. Die „progressive Intelligentsia“ solle sich – statt den als fortschrittlich bekannten Unterzeichnern vorzuwerfen, sie seien „nützliche Idioten der AfD“ – fragen, weshalb Schriftsteller, Intellektuelle und Wissenschaftler, die dem Neuen, dem Wandel gegenüber stets aufgeschlossen waren, die den Stillstand nicht mögen und Experimente schätzen, sich auf einmal zusammentun, um der Genderisierung der Sprache Einhalt zu gebieten.

### Aufruf „Rettet die deutsche Sprache vor dem Duden“
Unter dem Titel „Rettet die deutsche Sprache vor dem Duden“ startete der VDS im März 2021 einen weiteren Aufruf nebst Unterschriftenaktion. Es wurde dazu aufgerufen, „den aktuellen Bestrebungen der Dudenredaktion zu einem Umbau der deutschen Sprache entgegenzutreten“. Gemeint ist die Ankündigung der Duden-Redaktion, mehr als 12.000 Personen- und Berufsbezeichnungen ergänzend als Volleintrag in femininer Form in die Online-Version des Wörterbuchs aufzunehmen und die vorhandenen maskulinen Formen als Bezeichnungen für männliche Personen zu kennzeichnen. Dass eine Form wie der Arzt auch generisch verwendet werden kann, wird erst in einem nachgestellten Kasten „Verwendung der Personenbezeichnung“ erwähnt. So werde dem Aufruf zufolge auf den Internetseiten des Duden das generische Maskulinum abgeschafft: „Mieter: Substantiv, maskulin – männliche Person, die etwas gemietet hat.“ Der VDS schließt daraus, Frauen könnten demnach keine Mieter sein. Dies widerspreche laut VDS den Regeln der deutschen Grammatik und auch einem letztinstanzlichen Urteil des Bundesgerichtshofes vom März 2018, dass mit „der Kunde“ Menschen jeglichen Geschlechts angesprochen seien. Im Aufruf wird die Rolle des Duden als Standard-Referenzwerk für das Deutsche problematisiert: „Indem er Sprache nicht mehr nur widerspiegelt, sondern sie aktiv verändert, widerspricht er seinen eigenen Grundsätzen.“ Der Duden wird konkret aufgefordert, „seine Sexualisierungspläne zu überdenken, in Zukunft sensibler und behutsamer mit der deutschen Sprache umzugehen, und sich auf seine ursprünglichen Ziele zu besinnen“.
Auf der Website des VDS sind 100 Erstunterzeichner namentlich aufgeführt und die Zahl von 42.285 Unterschriften (Stand 18. Oktober 2022) angegeben. Der Philologenverband Niedersachsen spiegelte den Aufruf auf seiner Webseite.
Bereits vor dem Aufruf hatte es eine Debatte in Zeitungen und auf Webseiten gegeben. Im Januar hatte die Duden-Chefredakteurin Kathrin Kunkel-Razum die Kritik, mit der Überarbeitung des Online-Dudens verschwinde dort das generische Maskulinum, zurückgewiesen und Zeit online zufolge erklärt, „User und Userinnen könnten weiter zum ‚Arzt‘ gehen und sich von ‚Ärzten‘ behandeln lassen.“ Sie vertritt jedoch die Auffassung, bei einem maskulinen Wort wie Lehrer sei die männliche Lesart der „Kern der Bedeutung“. In Bezug auf die gedruckten Wörterbücher sei noch nicht entschieden, ob es dort zu Änderungen kommt. In einem Interview mit Jan Stremmel in der Süddeutschen Zeitung nahm sie zu dem VDS-Aufruf Stellung: Die Duden-Redaktion betreibe keinen Umbau der deutschen Sprache, sondern zeichne lediglich den sich wandelnden Sprachgebrauch nach. Die Verwendung maskuliner Formen im geschlechtsübergreifenden Sinn bleibe zudem auch im Online-Duden verzeichnet.

## Kritik

### Rechtspopulismus/Rechtsextremismus
Der Vereinsvorsitzende Walter Krämer schrieb 2016 in den Sprachnachrichten von dem „aktuellen Meinungsterror unserer weitgehend linksgestrickten Lügenmedien“ und der „Unterwerfung der Medien unter eine obrigkeitsstaatliche Einheits-Sichtweise der Dinge“. Der Medienjournalist Stefan Niggemeier berichtete 2016 über diese Haltung Krämers unter der Überschrift Die Pegidahaftigkeit des Vereins Deutsche Sprache und kritisierte nationalistische Tendenzen. Im selben Jahr bezeichneten Henning Lobin vom Leibniz-Institut für Deutsche Sprache und der Universität Mannheim sowie Thomas Niehr von der RWTH Aachen den VDS als „Sprach-Pegida“.
Die Autorin Kirsten Boie lehnte 2020 einen Preis des VDS ab, weil Äußerungen des VDS-Bundesvorsitzenden Krämer sie an Rechtspopulisten erinnerten. Der „Elbschwanenorden“, den der Hamburger Landesverband des VDS jährlich an Personen vergibt, „die sich um die Pflege und Förderung der deutschen Sprache besonders verdient gemacht haben“, sollte an die Kinder- und Jugendbuchautorin gehen. In ihrem Absagebrief an den Verein schrieb Boie, Walter Krämer spreche von „Genderwahn“, „Lügenmedien“ und „Überfremdung der deutschen Sprache“. „Aber mehr noch als die verkürzte und realitätsfremde Vorstellung von Sprache, die sich in vielen Äußerungen zeigt, erschreckt mich, wie genau sie sich ausgerechnet in einer Zeit, in der wir mit Sorge einen Rechtsruck in Teilen der Bevölkerung beobachten müssen, in deren Argumentationsgänge einfügt“, so Boie.
Dem VDS ist oft eine Nähe zur AfD vorgeworfen worden. Der Vorsitzende, Walter Krämer, hatte 2014 in einem Interview erklärt, die AfD gewählt zu haben. Er spreche sich auch „deutlich gegen die Verunglimpfung der AfD aus“. Im Vorstand des VDS ist eine Kreistagsabgeordnete der AfD, Regine Stephan, aktiv, die bereits in der Vergangenheit mit Nähe zum Rechtsextremismus auffiel. Der AfD-Bundestagsabgeordnete Stephan Brandner ist Mitglied im Verein Deutsche Sprache.
Das Recherchenetzwerk Correctiv deckte im Januar 2024 auf, dass Silke Schröder, zu dem Zeitpunkt Vorstandsmitglied des VDS, Ende November 2023 an einem Treffen von Rechtsextremen in Potsdam teilgenommen hatte. Dort hatte der österreichische Rechtsextremist Martin Sellner einen „Masterplan zur Remigration“ vorgestellt. Der VDS reagierte mit einer Stellungnahme, in der er sich von den „privaten Tätigkeiten“ seines Vorstandsmitglieds distanzierte. Nachdem Schröder in Social-Media-Kommentaren als Reaktion auf die Berichterstattung über das Treffen in Potsdam Journalisten angegriffen hatte, forderte der Deutsche Journalisten-Verband am 12. Januar 2024 vom VDS deutliche Konsequenzen für Schröder als Vorstandsmitglied und eine klare Distanzierung von deren Aussagen. Der Philosoph Peter Sloterdijk sowie der Kabarettist und Sänger Matthias Brodowy traten mit „sofortiger Wirkung“ aus. Katharina Schüller drohte mit Austritt, sollte Schröder weiter im Vorstand verbleiben. Das Vereinsmitglied Dieter Hallervorden forderte Schröder zum sofortigen Austritt auf.
Schröder kündigte am 15. Januar 2024 ihre Vereinsmitgliedschaft und trat aus dem Vorstand zurück. Das AfD-Mitglied Regine Stephan ist weiterhin Mitglied im Vorstand.
Am 16. Januar 2024 gab VDS-Vorsitzender Walter Krämer dem Online-Magazin Corrigenda ein Interview, in dem er sich zu Correctiv und Schröder äußerte: „Dass es sich bei Correctiv um einen fleißigen regierungstreuen Zuträger der linken Medienmafia und um alles andere als eine seriöse Informationsplattform handelt, ist aber nur ein Teil der Sache. Von solchen Leuten werde ich schon seit 40 Jahren attackiert, das geht mir sozusagen am A… vorbei. Der andere Teil ist das persönliche Verhalten von Frau Schröder.“ In seinem Editorial der VDS-Sprachnachrichten I/2024, der ersten Ausgabe „nach Potsdam“, schrieb Krämer: „Der VDS begrüßt Mitglieder aus allen im Bundestag vertretenen Parteien und ist neben der Freiwilligen Feuerwehr und dem Roten Kreuz eine der wenigen verbliebenen Großorganisationen unseres Landes, die vereinen und nicht spalten, die verbinden und nicht trennen, die geeignet sind, das soziale und vor allem gefühlsmäßige Auseinanderfallen unserer Gesellschaft aufzuhalten. Darauf bin ich nicht wenig stolz.“
Der Journalist Rainer Link konstatierte Ende 2024, dass die Sprachpolitik von VDS und AfD „nahezu identisch“ sei. Auch der Tonfall von VDS-Statements sei erkennbar AfD-nah.

### Stimmen aus der Sprachwissenschaft
Der VDS hat zwar auch Sprachwissenschaftler in seinem wissenschaftlichen Beirat. Jedoch werden die normativen Bestrebungen des Vereines in den Sprachwissenschaften als sprachpuristisch kritisiert und überwiegend abgelehnt. „Der VDS möchte nach eigenen Angaben nicht zu den Sprachpuristen gerechnet werden. […] hat jedoch klar gezeigt, dass es sich beim VDS um eine sprachpuristische Vereinigung handelt.“ Thomas Niehr vertrat 2002 die Auffassung, dass der VDS „grundlegende Erkenntnisse und Unterscheidungen der Sprachwissenschaft außer Acht“ lasse. Henning Lobin, Direktor des Leibniz-Instituts für Deutsche Sprache, beschrieb 2021 die Relevanz des VDS für die Sprachwissenschaft wie folgt: „Wenn man Germanistik studiert hat und in der Sprachwissenschaft arbeitet, kommt man mit dem Verein Deutsche Sprache (VDS) nicht sehr oft in Kontakt. […] Ob nun der ADAC für den Verkehrswissenschaftler […] oder der VDS für den Linguisten – es gibt für eine Wissenschaftlerin oder einen Wissenschaftler zumeist wenig Anlass, sich mit derartigen Vereinen näher zu befassen.“
2016 verschickte der Deutsche Hochschulverband die Sprachnachrichten des VDS als Beilage seiner eigenen Zeitschrift Kontinuum. Dies führte zu einem deutlichen Protestbrief einer Gruppe von Linguistik-Professoren, die schrieben, wenn der Verband die Sprachnachrichten verschicke, könne er auch Astrologie heute beilegen.
In einem offenen Brief an den Präsidenten des Deutschen Hochschulverbands Bernhard Kempen kritisierte 2016 eine Gruppe von 37 namhaften Linguisten, dass die Haltung des Vereins „ein Musterbeispiel für einen intoleranten, unaufgeklärten Sprachpurismus“ sei und der VDS immer wieder nationalistische Tendenzen bediene. Sie warfen dem Verein Wissenschaftsfeindlichkeit vor; er betreibe eine Art Sprachpolitik, die nicht Aufgabe von Sprachwissenschaftlern sei.
Thomas Niehr stellte 2011 fest, dass besonders in den Beiträgen der Sprachnachrichten ein „aggressiver Purismus mit nationaler Ausrichtung“ des Vereins deutlich werde. Häufig werde darauf hingewiesen, dass die deutsche Sprache ebenso bedroht sei wie die deutsche Kultur. Dabei enthielten die Bedrohungs- und Untergangszenarien „eine politische Komponente, in der die Deutschen (anders als andere Völker) als besonders unterwürfig und wenig selbstbewusst dargestellt werden“.

## Mitgliedschaften
Seit 2003 ist der VDS Partnerverband im Bundesverband mittelständische Wirtschaft (BVMW).
2009 trat der Verein dem Netzwerk Europäische Bewegung Deutschland bei.
Als weitere Mitgliedschaften werden die Theodor Fontane Gesellschaft, der Schweizer Sprachkreis Deutsch und der eingetragene Verein Deutsches Ehrenamt angegeben. Insgesamt verweist der VDS auf 13 Partnerorganisationen sowie 45 Organisationen, die selbst korporatives Mitglied im VDS sind.
Abspaltungen
2005 verließ der Sprachrettungsklub Bautzen/Oberlausitz e. V. nach achtjähriger Mitgliedschaft den Verein; der VDS listet ihn heute als Partnerorganisation. Im Jahr 2006 gründeten 20 Personen, von denen die meisten bis dahin im VDS mitgewirkt hatten, in Hannover die Aktion Deutsche Sprache.